# Echo 1

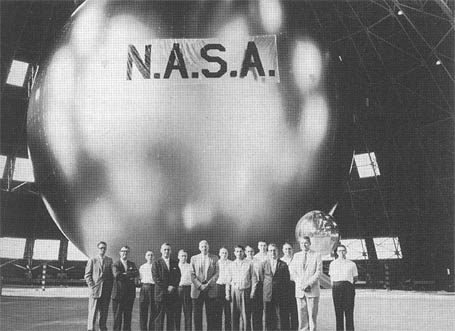
Bliźniak i następca Echo 1, balon Echo 1A

Echo 1 (A-10 Echo, Echo X) – pierwszy eksperyment NASA z dziedziny telekomunikacji satelitarnej. Amerykański pasywny satelita łącznościowy. Metalizowany balon o średnicy 30 m, który miał odbijać sygnały radiowe. Wystrzelony 13 maja 1960 (09:16:05 GMT) rakietą Thor Delta z bazy Cape Canaveral. Echo 1 nie osiągnął orbity z powodu awarii 2. członu rakiety. Zaplanowaną dla niego misję wykonał podobny balon Echo 1A.
Mimo że idea pasywnej komunikacji satelitarnej została zarzucona, eksperymenty z balonami serii Echo przyniosły wiele cennych doświadczeń w zakresie śledzenia obiektów w przestrzeni kosmicznej.
Istnieją też opinie, że satelity Echo (również Echo 1A i Echo 2) miały służyć także celom militarnym – jako astronomiczny punkt odniesienia dla precyzyjnego wyznaczenia położenia geograficznego Moskwy. Te precyzyjne pomiary miały rzekomo być wykorzystane do wycelowania rakiet balistycznych.

## Budowa i działanie
Satelita został wyprodukowany przez firmy Sheldahl i Grumman dla Langley Research Center, ośrodka NASA.
Balon ważył 56,2 kg i miał średnicę 30,5 m. Średnia grubość powłoki wynosiła 12,7 nm. Powleczony mylarem. Energię elektryczną zapewniało 70 ogniw słonecznych ładujących 5 akumulatorów NiCd. Na potrzeby telemetrii używano nadajnika radiowego na częstotliwości 107,9 MHz.
Odbijane sygnały miały mieć częstotliwość 960 i 2390 MHz.
Indeks COSPAR: 1960-F07